# Cupania ludowigii
Cupania ludowigii är en kinesträdsväxtart som beskrevs av Somner & Ferrucci. Cupania ludowigii ingår i släktet Cupania och familjen kinesträdsväxter. Inga underarter finns listade i Catalogue of Life.